# Alex Pagnini
Alex Pagnini (Urbino, 25 aprile 1994) è un velocista e bobbista italiano.

## Biografia
Ha studiato scienze dello sport all'Università degli Studi di Urbino "Carlo Bo".
Ha iniziato la sua carriera nell'atletica leggera, correndo nei 100, 200 e 400 metri piani. Ai campionati italiani del 2019 si è classificato terzo nella staffetta 4x400 metri.
Ha iniziato a praticare il bob incoraggiato da Lorenzo Bilotti nel 2019. La sua squadra di club è il BC Cortina. 
È entrato nella nazionale di bob allenata da Manuel Machata. Ha debuttato nella Coppa del Mondo nel 2020 a Sigulda nel bob a due, classificandosi 13º.
Ha rappresentato l'Italia ai Giochi olimpici invernali di Pechino 2022 nel bob a quattro.